# Dan Crowley
Daniel James Crowley (Brisbane, 28 agosto 1965) è un ex rugbista a 15 e investigatore australiano, la cui professione ai tempi dell'attività agonistica era quella di agente di polizia: in tale periodo compì operazioni sotto copertura anche all'estero e, impiegato nella Nazionale australiana, vinse due Coppe del mondo di rugby, nel 1991 e nel 1999, divenendo uno dei pochi sportivi a vantare il doppio successo nella massima competizione internazionale di tale disciplina.

## Biografia
Già agente della polizia del Queensland, Crowley è nato a Brisbane da genitori provenienti dal Regno Unito.
Iniziò a giocare a rugby a 8 anni («Sei grasso, lento e non sai far nulla: sarai un fantastico pilone», gli dissero alcuni compagni di scuola) e dopo il diploma entrò in polizia seguendo l'esempio di suo fratello Michael, mentre iniziò la sua carriera di club nei Souths, club di Brisbane che disputa la Queensland Premier Rugby, che nel 1986 vinse il suo primo campionato provinciale; con tale club vinse altri cinque titoli provinciali consecutivi dal 1991 al 1995.
Dal 1989 rappresentò il Queensland nel campionato provinciale australiano, e in quello stesso anno esordì negli Wallabies contro i British Lions in tour in Australia: prese parte a tutti i tre incontri della serie contro la selezione interbritannica, poi l'incontro successivo fu due anni più tardi, in occasione della Coppa del Mondo di rugby 1991 in Inghilterra contro Samoa.
Fu, quello, l'unico incontro disputato da Crowley in tale torneo, al termine del quale l'Australia si laureò campione del mondo battendo l'Inghilterra in finale a Twickenham.
Nel frattempo era divenuto agente sotto copertura, per indagare sul traffico di droga che faceva capo a Gold Coast, città del Queensland a sud di Brisbane; per far ciò era riuscito a ottenere un certo riserbo dai mezzi d'informazione, ai quali era stato richiesto di non pubblicare sue fotografie o di parlare della sua attività professionale.
Grazie allo status di rugbista internazionale riuscì anche a compiere operazioni sotto copertura all'estero, in particolare in Nuova Zelanda.
Prese parte anche alla Coppa del Mondo di rugby 1995 in Sudafrica, alla quale partecipò con due incontri, ed entrò a far parte della franchise professionistica di Super Rugby dei Queensland Reds, in cui fu impiegato saltuariamente.
Il 1999 vide la fine della sua attività internazionale e della sua carriera con la convocazione alla Coppa del Mondo in Galles: la sua ultima partita fu la vittoria dell'Australia contro la Francia a Cardiff, che diede agli Wallabies, e allo stesso Crowley, il secondo titolo di campione del mondo.
Dopo il ritiro, e il congedo dalla polizia, Crowley fondò un'agenzia di investigazioni e gestione del rischio, trasferendosi poi con il suo gruppo nella Verifact, della quale è oggi direttore.
Nel 2005 Crowley fu incluso tra i giocatori della Nazionale australiana del decennio appena trascorso, il primo completamente professionistico; in tale anno diede anche alle stampe un suo libro, Undercover Prop, in cui racconta della sua esperienza di agente di polizia sotto copertura.

## Palmarès
- Coppe del mondo: 2
Australia: 1991, 1999
- Queensland Premier Rugby: 6
Souths: 1986. 1991, 1992. 1993, 1994, 1995